# Сотогахама
Сотогахама (на японски: 外ヶ浜町; Сотогахама-мачи) е град в Япония, в префектура Аомори, окръг Хигашицугару, на остров Хоншу. Населението му на 31 март 2014 г. е 6946 жители.

## География

### Местоположение
Градът е разположен в северозападната част на префектурата, в северната част на полуострова Цугару Ханто. Той заема площ от 229,92 km². През местността минава републикански път 280 и железопътни линии Цугару-сен и Цугару-Кайкьо-сен. В западната си част е свързан към подводния тунел Сейкан към остров Хокайдо.

## Демография
Според данните от 31 март 2014 г., населението на града е 6946 души, включително 3313 мъже и 3633 жени, образувайки 3061 домакинства.